# 島津村 (京都府)
島津村（しまづむら）は、京都府竹野郡にあった村。日本海に面していた。現在の京丹後市網野町の東部にあたる。

## 地理
- 湖沼：離湖

## 歴史
- 1889年（明治22年）4月1日 - 町村制の施行により、島溝川村・仲禅寺村・三津村・掛津村・尾坂村の区域をもって発足。
- 1927年（昭和2年）3月7日 - 北丹後地震発生。家屋倒壊約300戸、地震後に発生した火災で20戸焼失。村内の死者約120人、重傷者約600人[1]。
- 1950年（昭和25年）4月1日 - 網野町・浜詰村・木津村・郷村と合併し、改めて網野町が発足。同日島津村廃止。

## 名所・旧跡・観光スポット
- 琴引浜

## 経済
- 三津漁港